# Wilhelmplatz

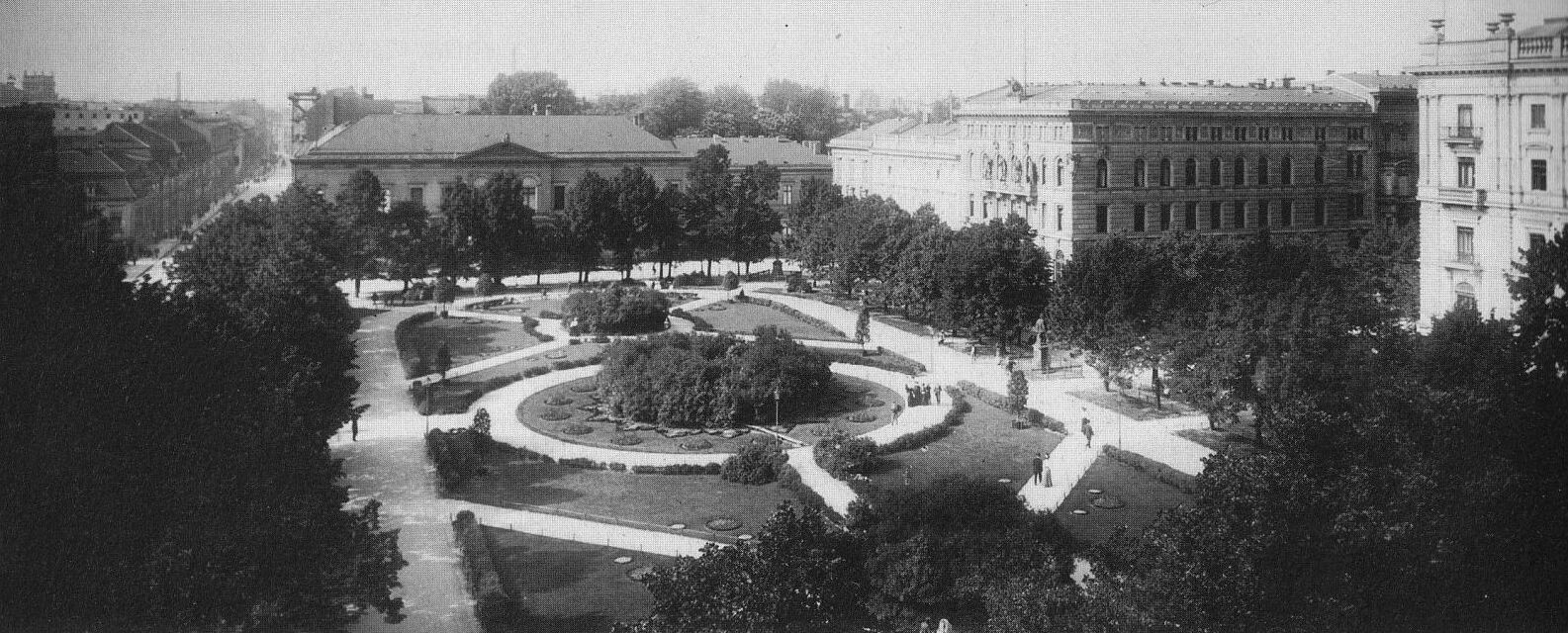
La Wilhelmplatz vers 1901.

La Wilhelmplatz (en français : « place Guillaume ») est une place de Berlin, aujourd'hui disparue, qui se situait à la limite de la Wilhelmstraße. C'est ici que se trouvaient nombre de ministères et de bâtiments officiels à l'époque de l'Empire, de la république de Weimar et du Troisième Reich.

## XVIIIesiècleet début duXIXesiècle

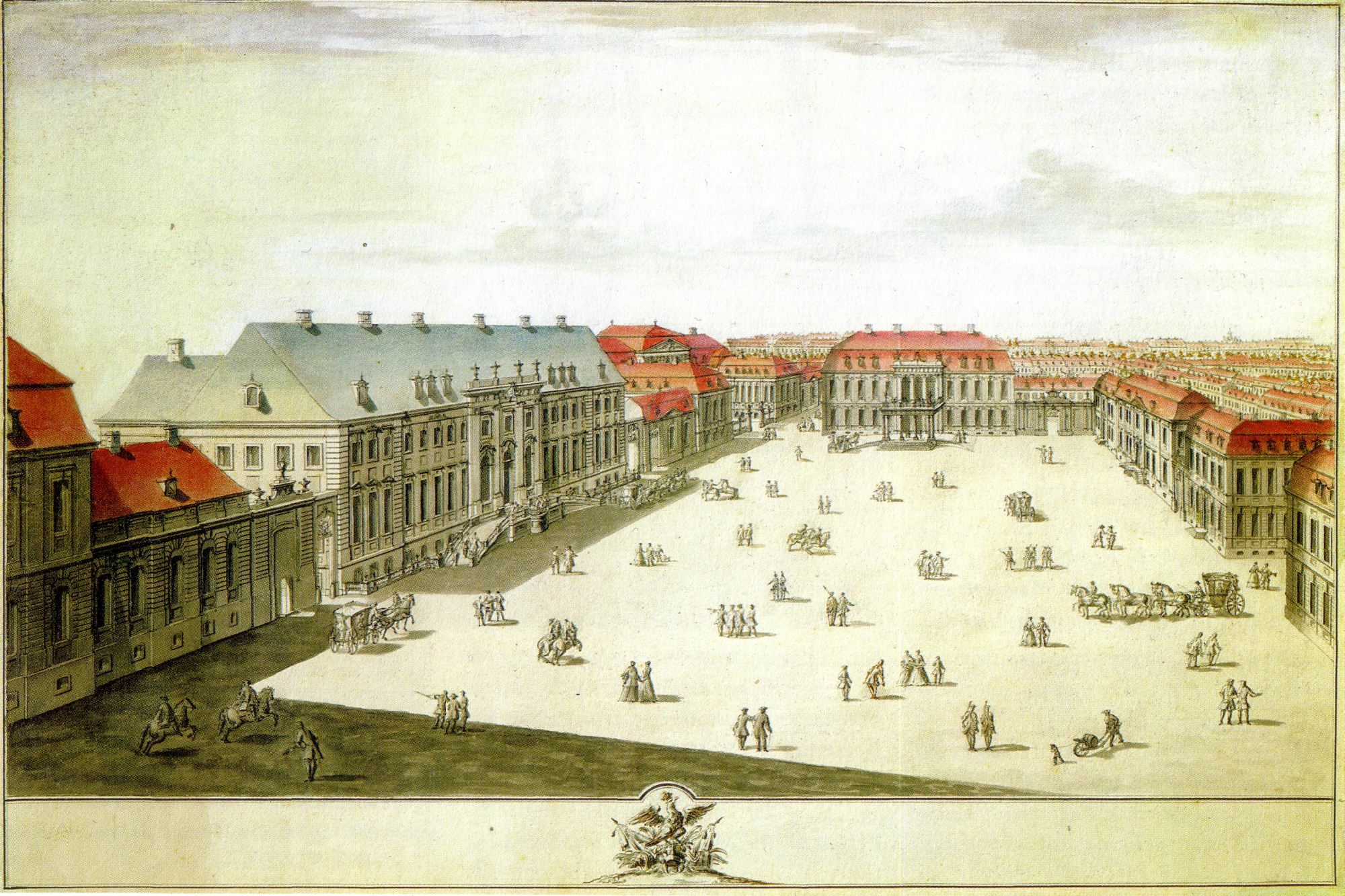
Vue de la place vers 1735. De gauche à droite : la manufacture d'or et la manufacture d'argent ; le palais Marschall dominant la place ; le palais Schulenburg (plus tard chancellerie de l'Empire) ; et au nord le palais Waldburg (no 7/8, plus tard no 8/9), devenu ensuite l'Ordenspalais. Le côté nord-est n'est pas encore construit.

La Wilhelmplatz et la Wilhelmstraße remontent au temps où le quartier de Friedrichstadt a été forcé de se développer au sud et à l'ouest après 1721. La place, ancien marché, reçoit son nom en 1749 d'après le roi Frédéric-Guillaume Ier. L'un des premiers bâtiments à y être édifiés, au coin de la place et de la Wilhelmstraße au nord, est l'Ordenspalais (de), commencé en 1737. Il abrite, après la mort de son premier propriétaire, l'ordre protestant de Saint-Jean.
De l'autre côté à l'ouest se trouve le palais Schulenburg, commencé en 1739 et construit par Carl Friedrich Richter. Il abritera plus tard la chancellerie, à partir de 1878. Une trentaine d'hôtel particuliers sont ainsi construits autour de la place et des rues avoisinantes, à des conditions avantageuses de la part de l'État. Ils possèdent des jardins à l'arrière, dans le style baroque.

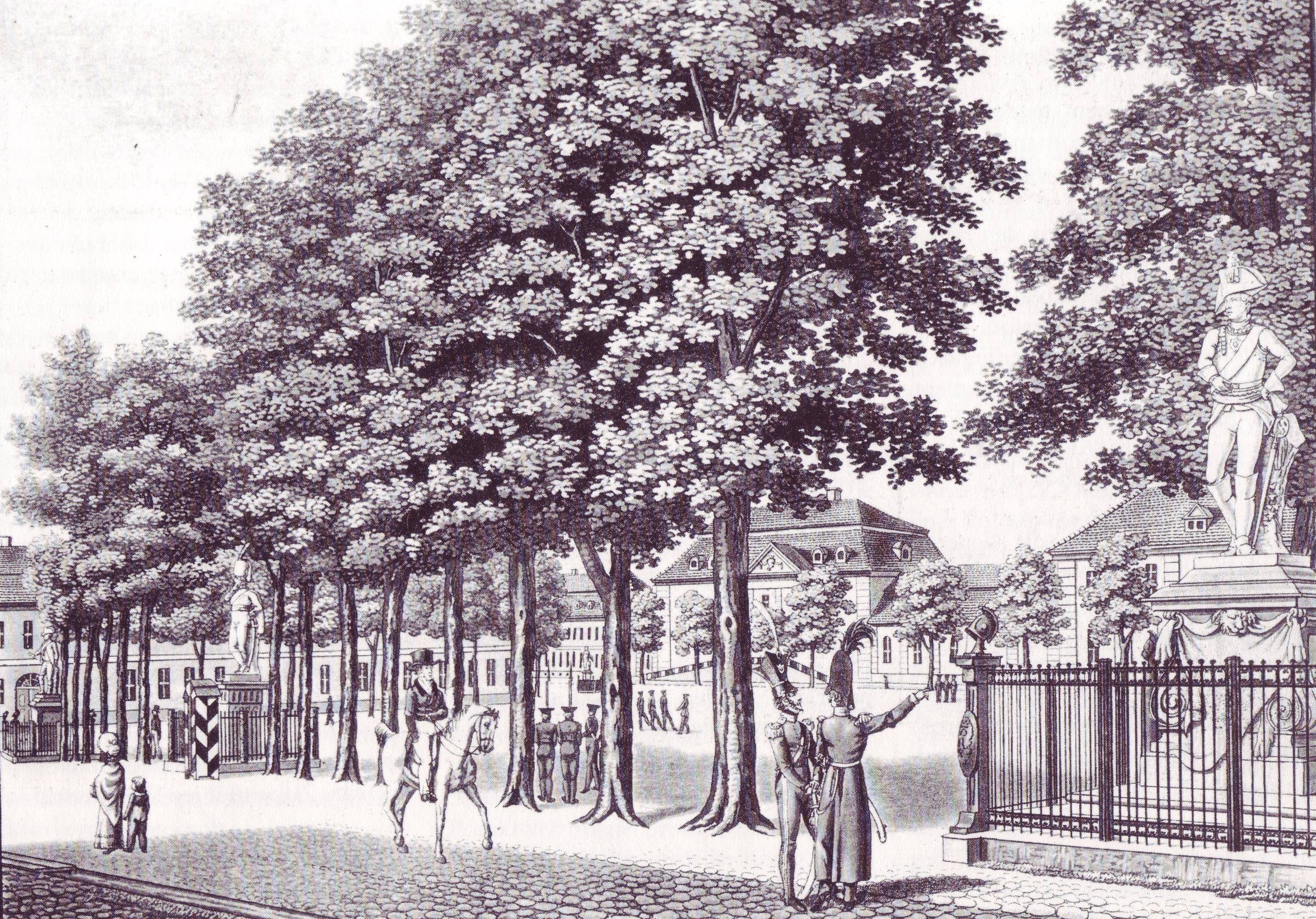
La place en 1820 avec les statues des héros de la guerre de Sept Ans. Ici sont visibles celles de Keith, Zieten et Seydlitz.

À la fin de la guerre de Sept Ans, la place est décorée en 1769 de statues de marbre représentant les héros de l'armée royale prussienne. Ce sont le comte de Schwerin, le général von Winterfeldt, le baron von Seydlitz, sculptés par Tassaert, ainsi que le maréchal Keith, et le général von Zieten, sculptés par Schadow. Les statues, abimées, sont coulées en bronze en 1857 par August Kiß qui remodèle celle de Winterfeldt et celle de Schwerin. Les statues originales sont visibles au musée de Bode.
En 1796, le prince Antoine Radziwill achète le palais Schulenburg. Le palais est réquisitionné par Napoléon Ier en 1806 pour en faire son quartier général. Le prince est un admirateur passionné de Goethe et tient un salon littéraire fameux. C'est ici qu'il fait jouer le 24 mai 1820 une des premières représentations de Faust I.
Le ministre d'État Otto von Voß (1755-1823) achète en 1800 le palais Marschall. Achim et Bettina von Arnim y ont habité après leur mariage en 1811, jusqu'en 1814, dans un pavillon donnant sur le jardin. Bettina von Arnim écrit dans une lettre à Goethe: « j'habite ici un paradis ! »

## XIXesiècle

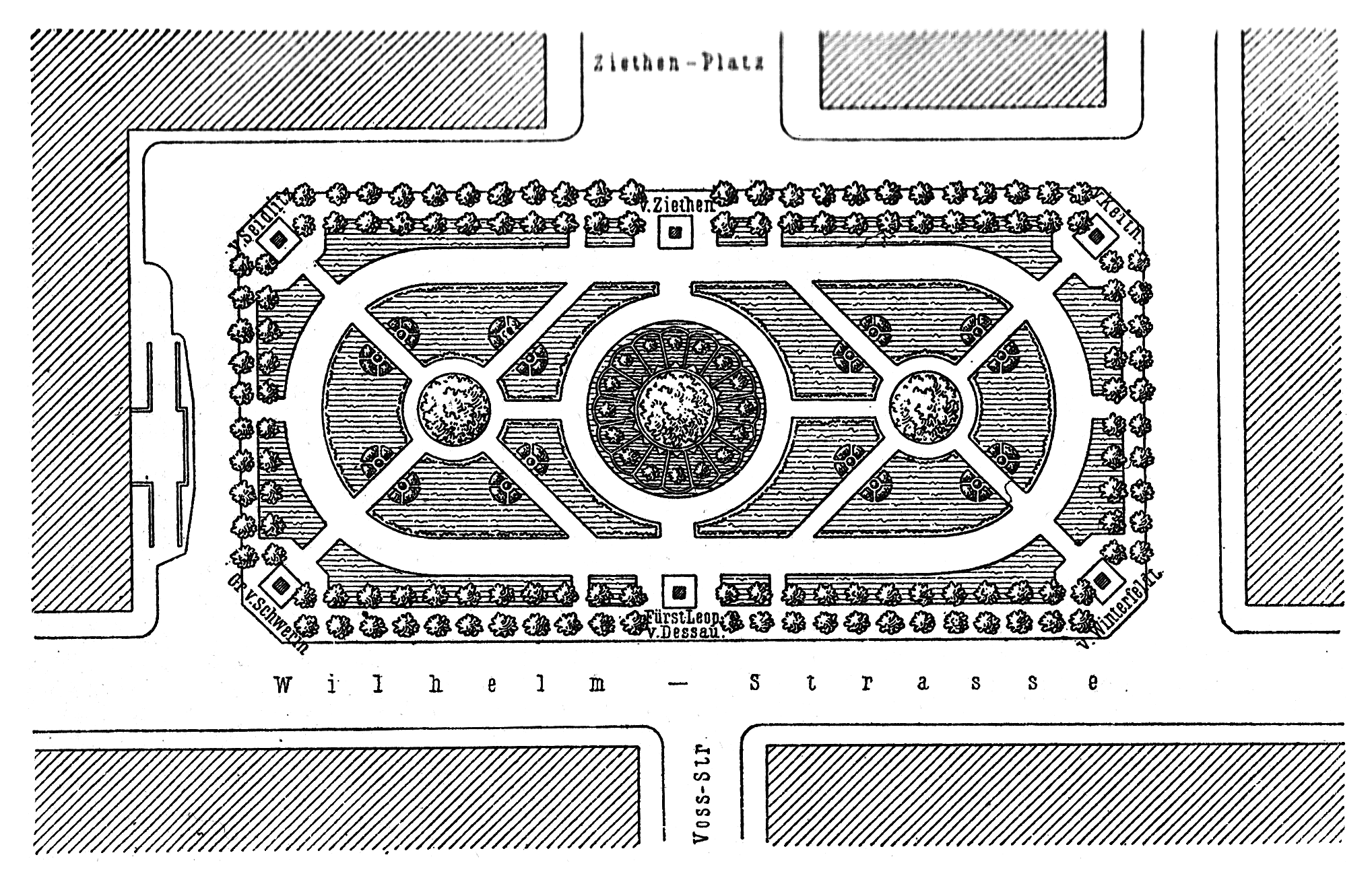
Plan de la place à la fin du XIXe siècle.

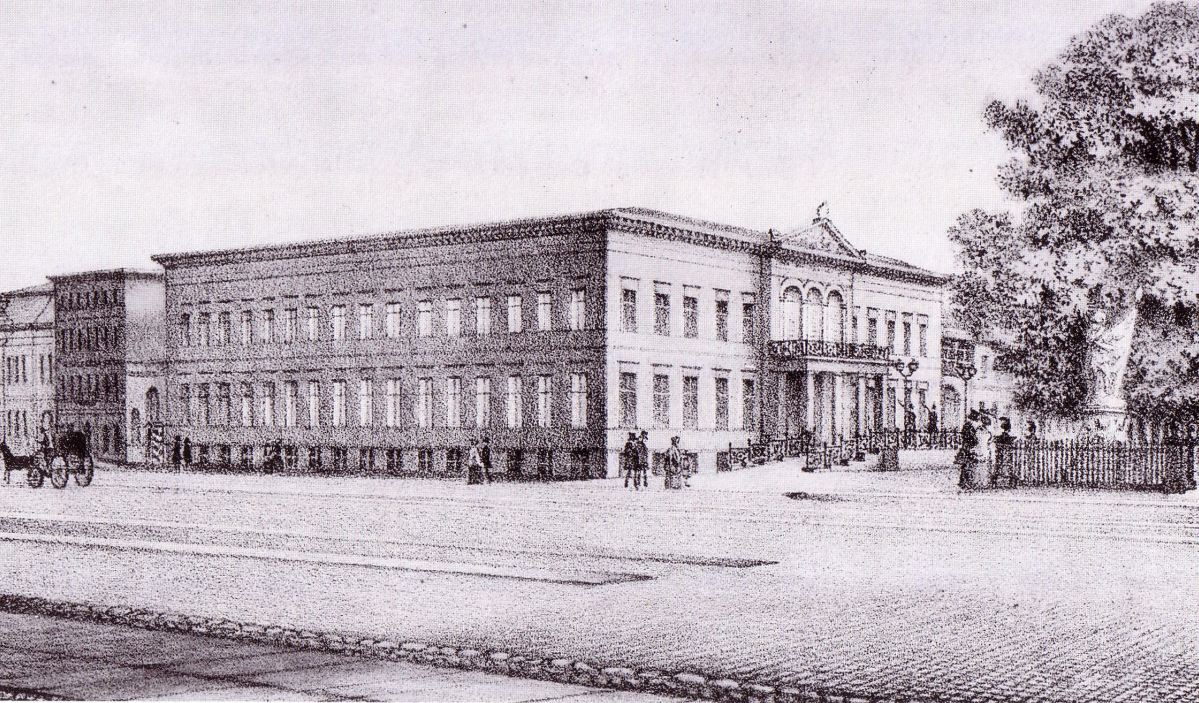
Vue vers 1830 de l'Ordenpalais, résidence du prince Charles de Prusse.

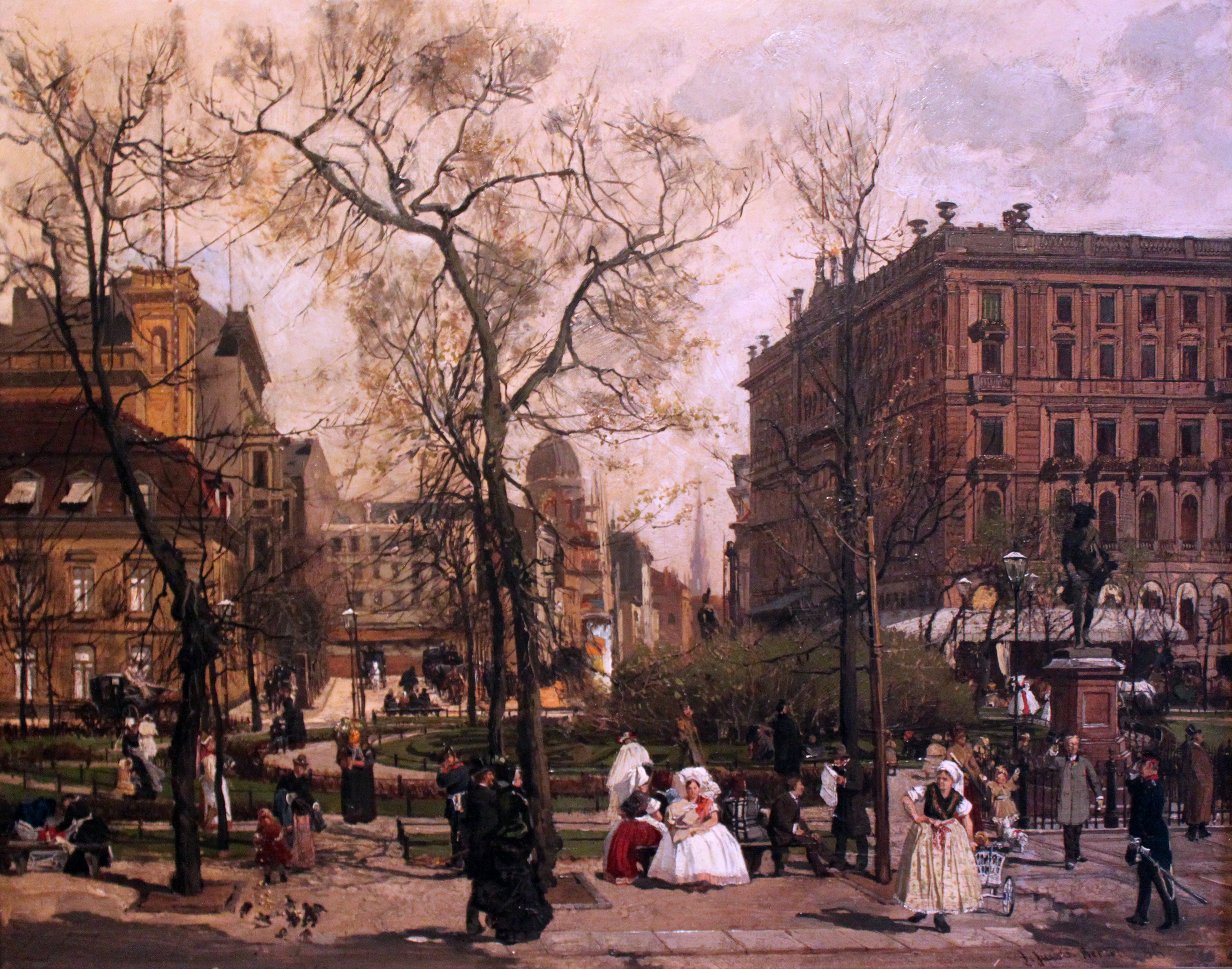
La Wilhelmplatz en 1886, par.

Karl Friedrich Schinkel est chargé de réaménager le plan de la place en 1826, en plaçant les statues aux diagonales, et en faisant planter des tilleuls. Une statue de Léopold Ier d'Anhalt-Dessau est ajoutée et l'Ordenspalais est reconstruit en style néoclassique par Friedrich August Stüler pour y accueillir en 1827 la résidence du prince Charles de Prusse. Le palais abritait auparavant, depuis 1820, des bureaux de différents départements du ministère des Affaires étrangères. Il devient désormais le palais Prinz-Karl et se trouve au no 8/9, avec la nouvelle numérotation. Stüler construit aussi d'autres hôtels particuliers à la Wilhelmstraße.
Le nouveau ministère du Commerce et de l'Industrie s'installe en 1848 dans les anciennes manufactures de l'or et de l'argent, et Stüler est chargé de reconstruire l'édifice en 1854-1855, en style néoclassique.
La couronne achète le palais Schulenburg en 1869, qui est aménagé grâce aux réparations de guerre payées par la France, après la guerre de 1870, pour devenir la chancellerie de l'Empire en 1878, au moment du congrès de Berlin.
Désormais le quartier de la Wilhelmplatz et de la Wilhelmstraße devient avec l'Empire, le centre politique d'une grande puissance européenne. D'autres bureaux ministériels sont construits alentour. La place demeure une des rares places d'avant 1945 du centre historique de la capitale à ne pas avoir de café.
En 1877, le bâtiment à l'angle de la Wilhelmstraße et de la Wilhelmplatz, au no 1, devient le ministère des Affaires étrangères et il est rebâti selon les plans de Georg Wilhelm Joachim Neumann dans un style éclectique s'inspirant du palais Strozzi. Le no 2 est acquis aussi au même moment pour le ministère. Puis le ministère des Affaires étrangères déménage à côté au no 75/76 de la Wilhelmstraße, en 1882. L'ancien ministère abrite alors l'office au Trésor et l'immeuble voisin du no 2 devient de 1887 à 1894 l'office impérial d'assurance, puis l'office au Trésor s'y agrandit. l'immeuble est reconfiguré en 1909.

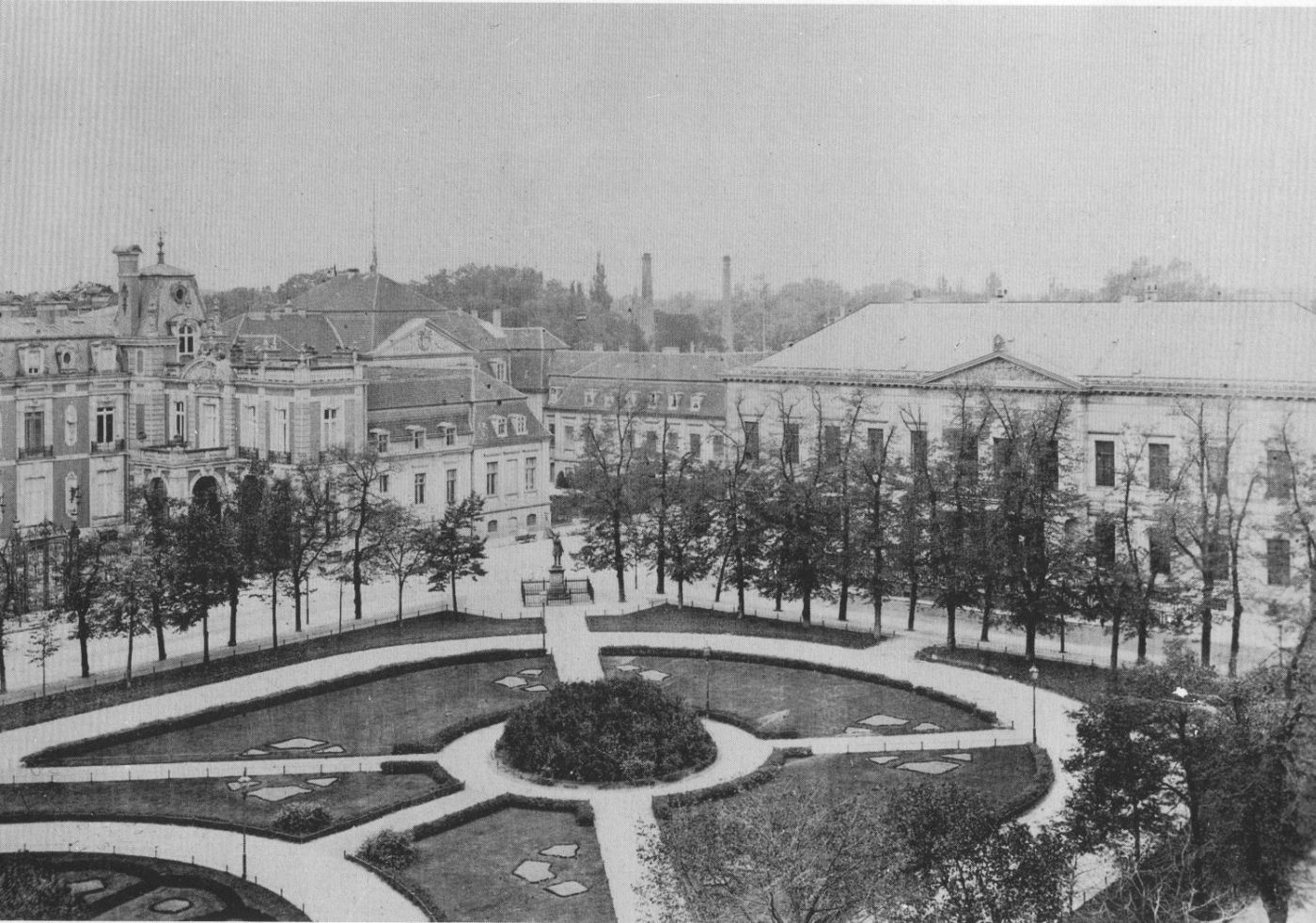
Vue de la place avant 1906, côté nord.

La place change donc radicalement entre 1871 et 1914.
Le palais Voss est acheté en 1871 par la Deutsche Baugesellschaft et le palais est démoli pour permettre une opération immobilière, avec le percement d'une nouvelle rue, aujourd'hui l’Ebertstraße. Les terrains libérés au nord de l'angle nord de la Wilhelmstraße et de la Voßstraße sont construits de deux nouveaux hôtels particuliers, le palais Borsig (1875-1877), dans le style de la Renaissance italienne, qui est propriété d'un riche industriel, et le palais Pleß, propriété du prince du même nom, dans le style français du XVIIIe siècle (démoli en 1913).
En 1873-1875, le fameux Grand Hôtel Kaiserhof est construit au no 3/5 en face de la chancellerie. Il ouvre en 1875 mais va disparaître sous les bombes, le 23 novembre 1943.

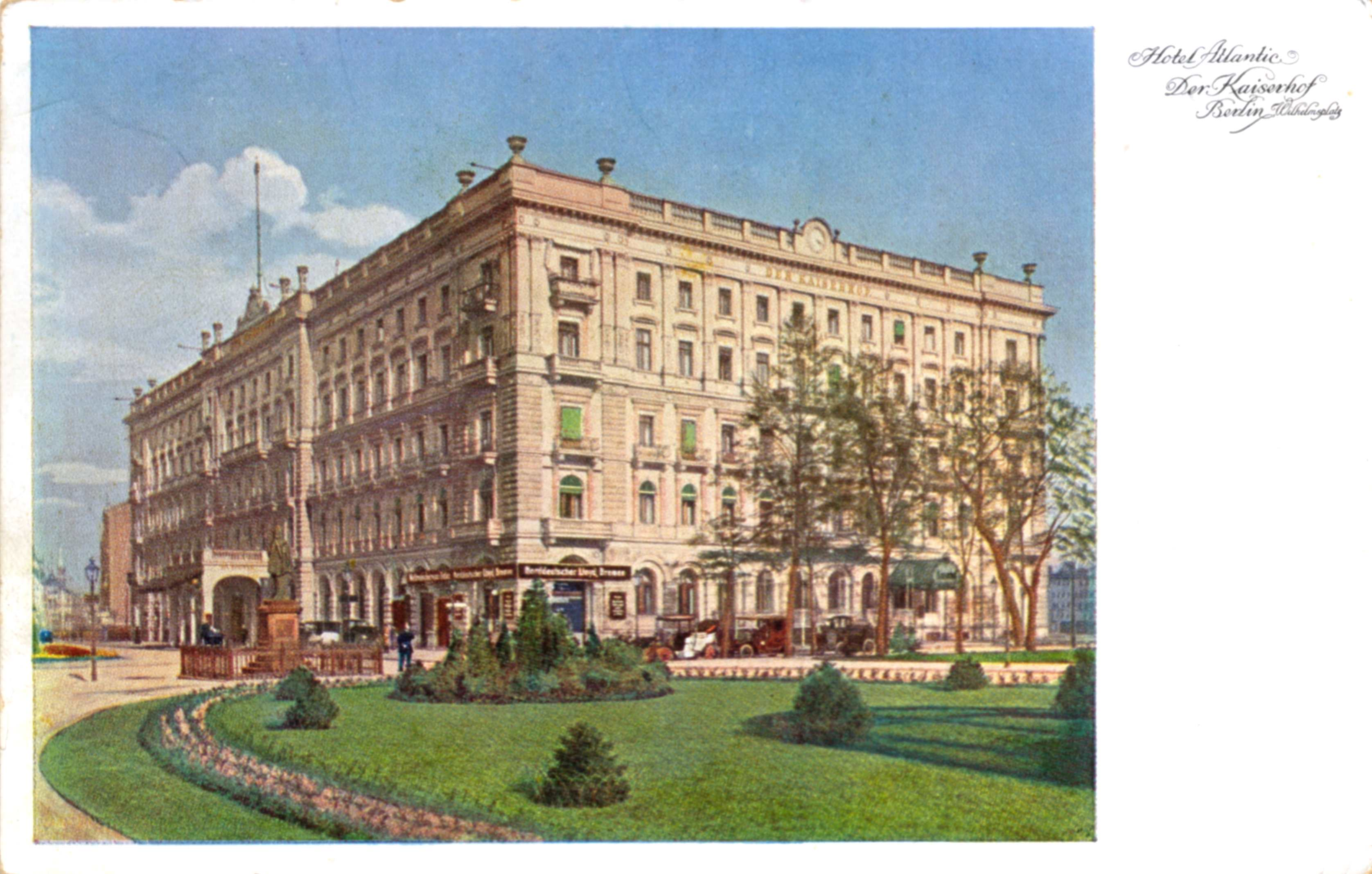
Vue du Grand Hôtel Kaiserhof vers 1900.

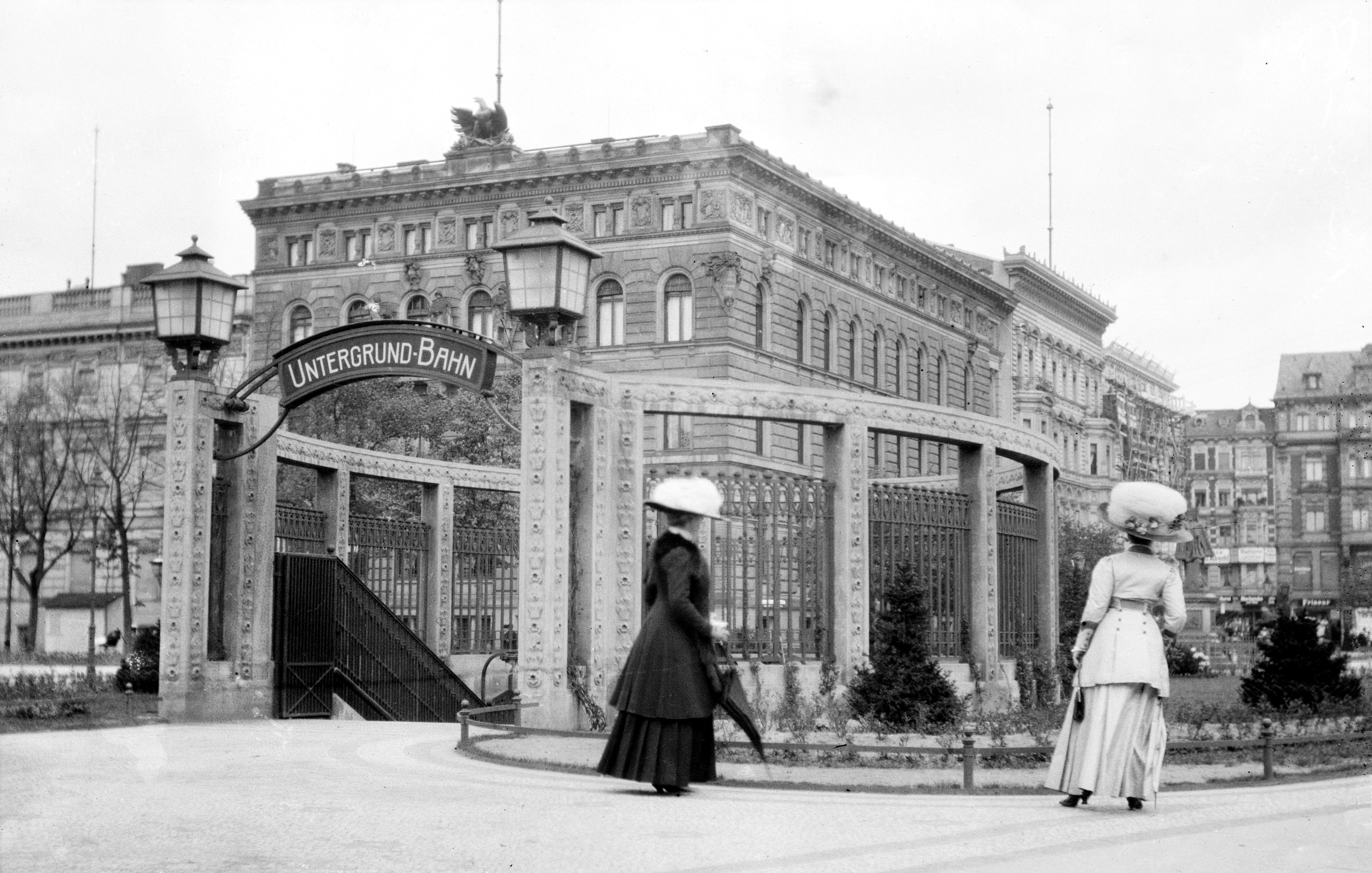
Sortie de la station Kaiserhof sur la Wilhelmplatz vers 1910.

L'autre changement majeur avant 1914 est la construction du métro avec une sortie en 1908 sous forme de pergola au milieu de la place. C'est la station Kaiserhof, aujourd'hui Mohrenstraße. Au no 6, un nouvel édifice est bâti dans le style de la Renaissance florentine entre 1892 et 1894 contre le Kaiserhof. C'est le Kur - und Neumärkische Haupt - und Ritterschaft-Direktion qui accueille une caisse de crédit pour les propriétaires terriens. Cet édifice subsiste aujourd'hui et abrite les bureaux du ministère du Travail.
Le palais Prinz-Karl est aussi agrandi et aménagé de nouveaux balcons, et devient le palais Prinz-Leopold du nom de son nouveau propriétaire le prince Frédéric-Léopold de Prusse (1865-1931).

## Après 1914

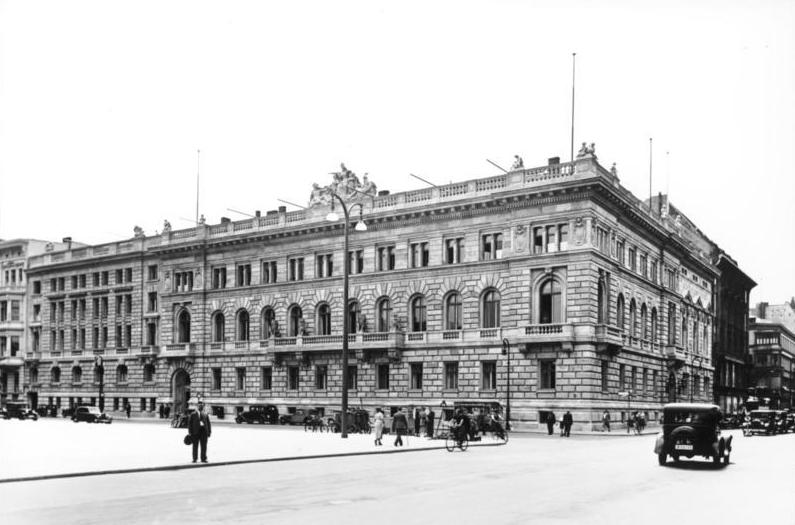
Le ministère des Finances dans les années 1930.

La chancellerie et la Wilhelmplatz sont le théâtre d'événements dramatiques à la chute de l'Empire, avec des manifestations et des émeutes. L'office impérial au Trésor devient en 1923 le ministère des Finances. Le ministère des Transports s'installe en 1921 dans l'ancien ministère prussien du Commerce. Le prince Frédéric-Léopold continue à habiter jusqu'à sa mort un appartement de son palais qui a été saisi par le fisc, comme presque toutes les possessions des Hohenzollern. Ebert songe à en faire la résidence du président du Reich, mais à cause de l'énormité du coût des réparations, choisit le no 73 de la Wilhelmstraße. Finalement le palais Léopold sert au service de presse du gouvernement.

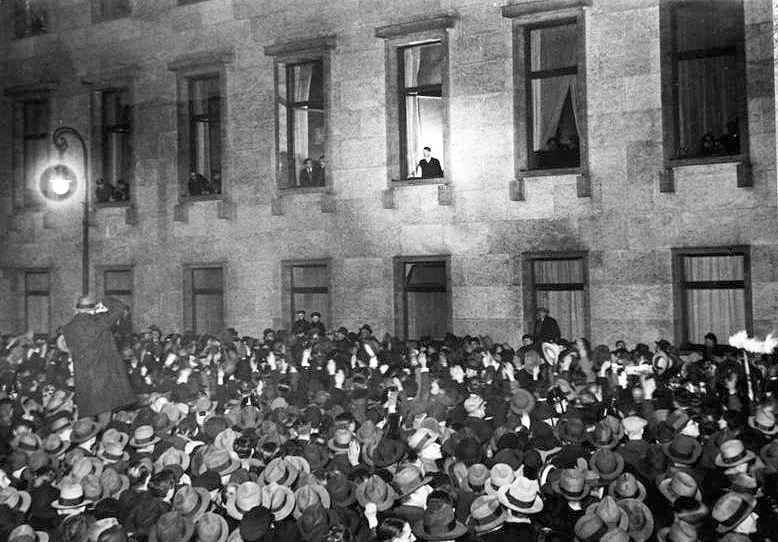
Défilé des partisans de Hitler sous les fenêtres de la chancellerie, le 30 janvier 1933.

Adolf Hitler descend de temps à autre au Kaiserhof pour y retrouver d'autres membres de son parti avant sa prise de pouvoir en 1933. Le soir du 30 janvier 1933, un défilé aux flambeaux de ses partisans, et notamment des SA, a lieu sous les fenêtres de la chancellerie, pour fêter sa nomination, après sa victoire aux élections. Le nouveau chancelier assiste debout au défilé qui, parti de la porte de Brandebourg à la Pariser Platz en passant par la Wilhelmstraße, se termine à la Wilhelmplatz. C'est ainsi que le bâtiment est décoré chaque 20 avril, date de son anniversaire, de drapeaux à croix gammée. Il y fait de fréquentes apparitions en public. Le chancelier prend la présidence du Reich à la mort du maréchal von Hindenburg en 1934.

## Après 1933
Plus que jamais le quartier devient le centre du pouvoir. Le vieux palais Prinz-Leopold devient en mars 1933 le ministère de l'Éducation du peuple et de la Propagande, dirigé par Goebbels. L'édifice est réaménagé et reconfiguré, si bien qu'il ne reste rien du palais de Schinkel. En 1940, Karl Reichle présente un plan d'agrandissement jusqu'à la Mauerstraße, où se trouve désormais l'entrée principale. Des parties de ce bâtiments subsistent de nos jours et sont intégrées aujourd'hui au ministère du Travail, après des aménagements poursuivis entre 1997 et 2001.

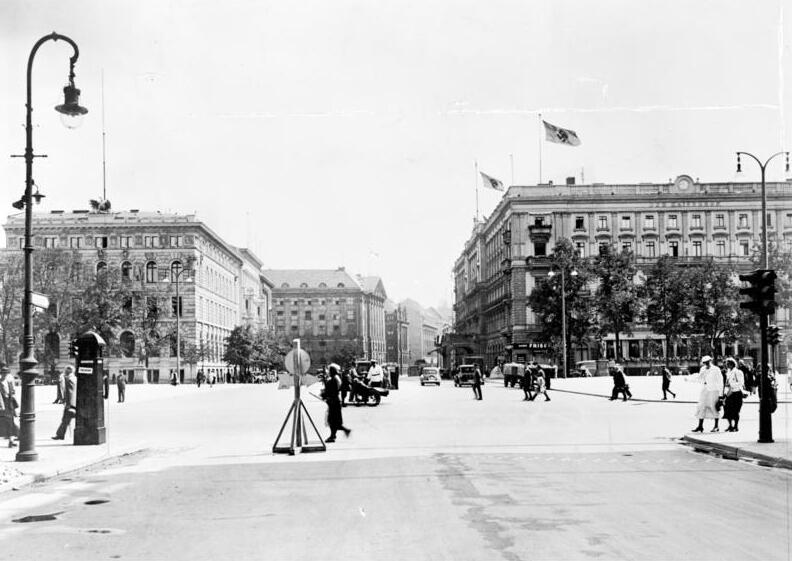
Vue de la place en 1937 avec le Kaiserhof au fond.

Le palais Borsig devient en 1933 la vice-chancellerie, dirigée par Franz von Papen. L'édifice est acheté par l'État en 1934. La façade de la chancellerie change d'aspect avec la construction en 1935 du « balcon du Führer », lieu de grandes mises en scène politiques. Les rassemblements fréquents sur la place nécessitent d'abattre des tilleuls et de déplacer les statues des héros de la guerre de Sept Ans sur le côté est. Le milieu de la place laisse la place à la circulation automobile et la sortie du métro est privée de sa pergola et rapetissée.

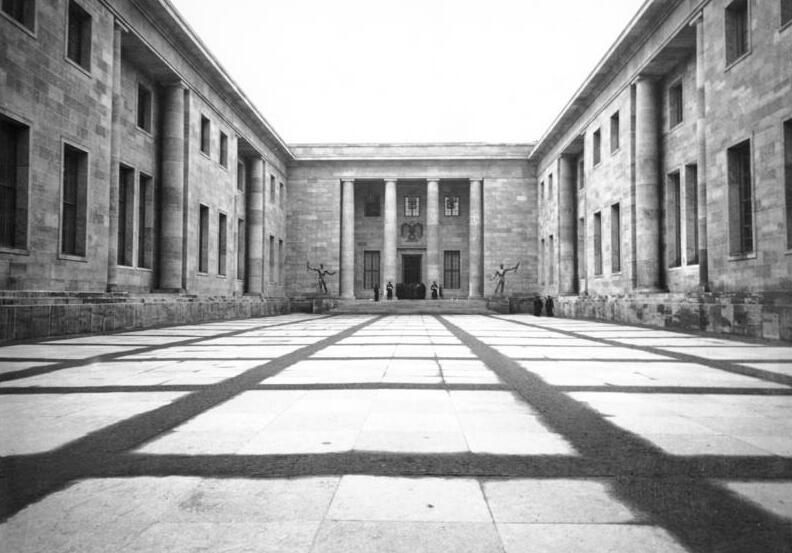
Cour d'honneur de la nouvelle chancellerie.

Finalement le projet de la nouvelle chancellerie conçu par Albert Speer aboutit à la destruction du palais Radziwill et d'autres bâtiments anciens. La nouvelle chancellerie, prête en quelques mois, est précédée d'une cour d'honneur de 68 mètres de longueur et l'entrée monumentale est flanquée de deux statues colossales d'Arno Breker, Le Parti et La Wehrmacht, tandis qu'un réseau de 91 bunkers est construit dans les sous-sols de la place, avec le Führerbunker. Tout est terminé en 1939.
Des bombardements aériens anglo-américains sporadiques endommagent la place à partir de 1943, mais elle est surtout bombardée à partir de février 1945. La plupart des bâtiments officiels sont détruits pendant la bataille de Berlin dans les dernières semaines de la guerre. Les tirs d'artillerie et de chars soviétiques se concentrent sur la place et les rues avoisinantes à partir du 21 avril 1945. Il ne reste plus que des ruines au milieu de barricades.
Après qu'eurent été ôtés les gravats et les ruines, il ne reste plus après la guerre que les édifices gravement endommagés de la Rittersdirektion et des parties de la Hofmarschall. Les statues de la place qui ont été abritées dans un dépôt, après un bombardement de janvier 1944, sont sauves.

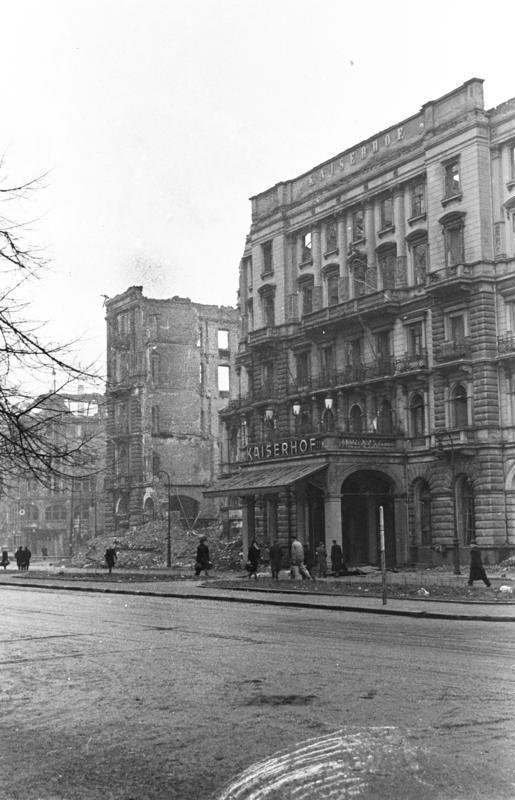
Vue de l'hôtel Kaiserhof en février 1945.
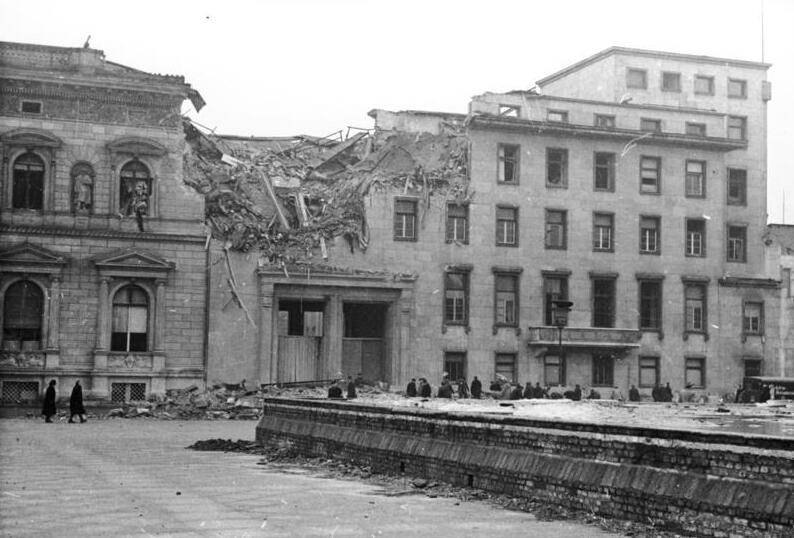
Façade de la chancellerie début mars 1945.
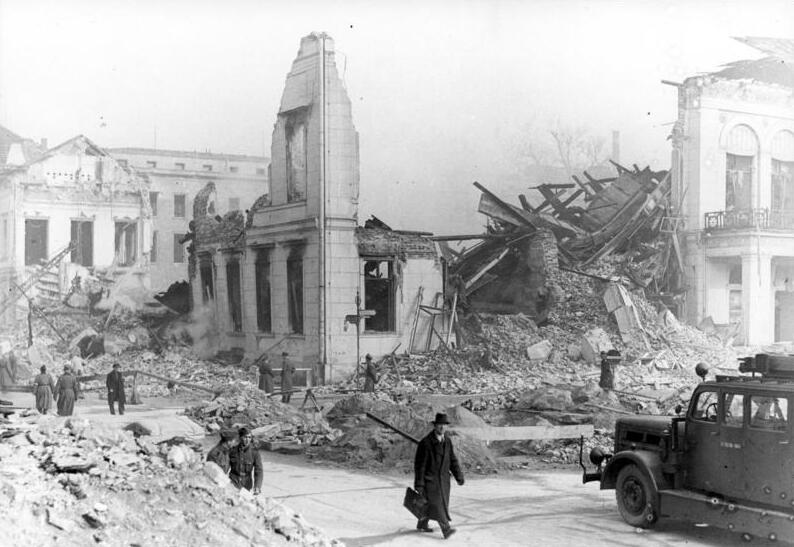
Le ministère de la Propagande en mars 1945.
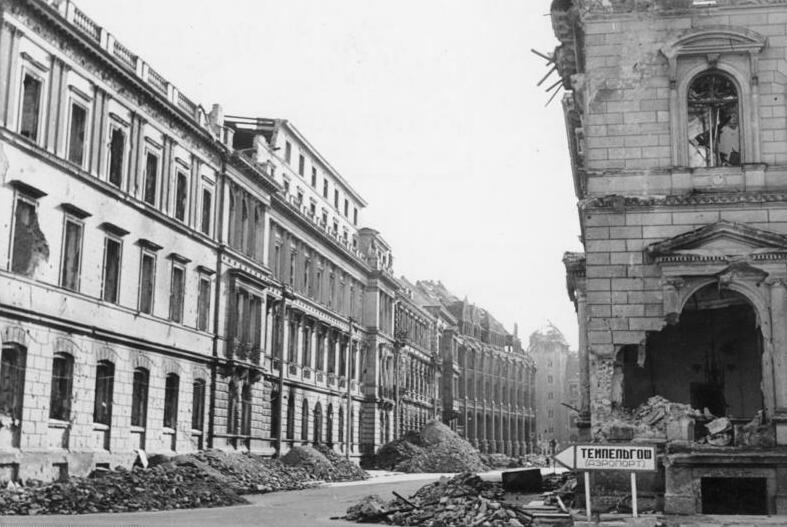
Vue de la Voßstraße au coin de la Wilhelmplatz au printemps 1946. L'ancienne Reichsbank est à gauche, le palais Borsig au début à droite. Ils seront détruits par la suite.
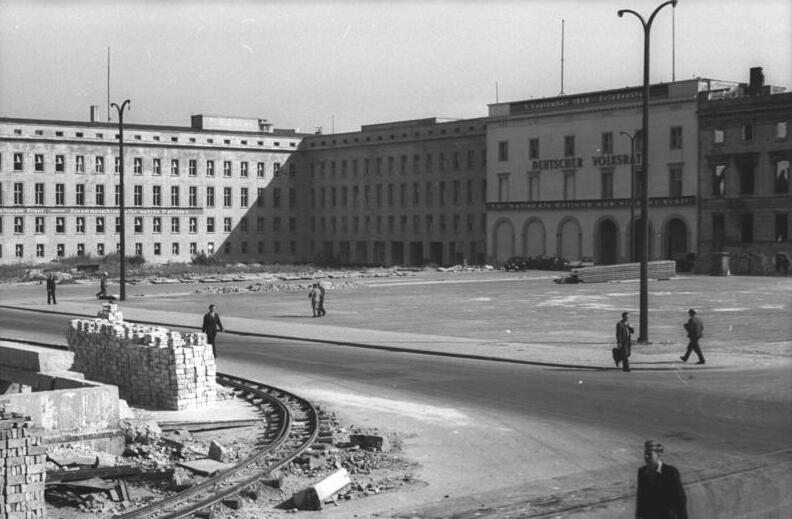
Reconstruction de la place en 1949.
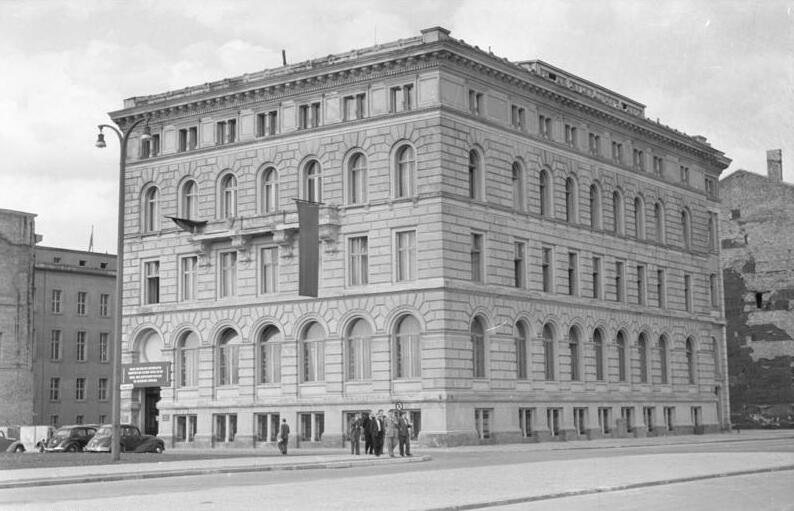
Vue de l'ancienne Rittersdirektion en 1951, devenue maison des hôtes du gouvernement de la République démocratique allemande.

## Après la guerre

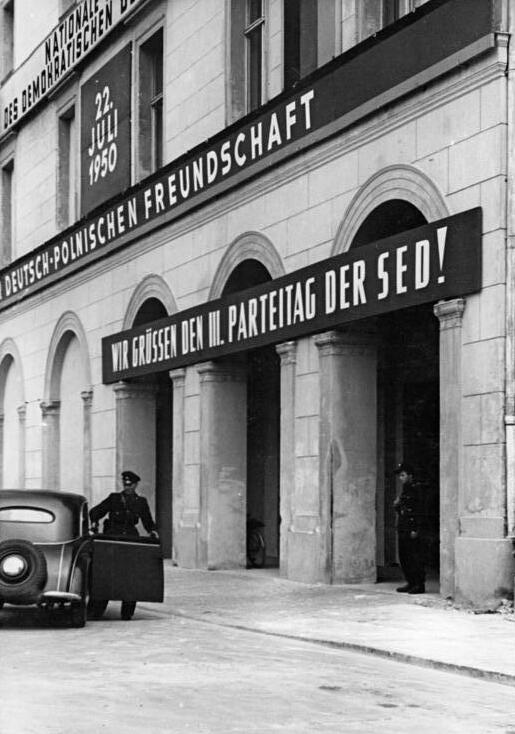
Immeuble sur la place (1950), photo Kemlein

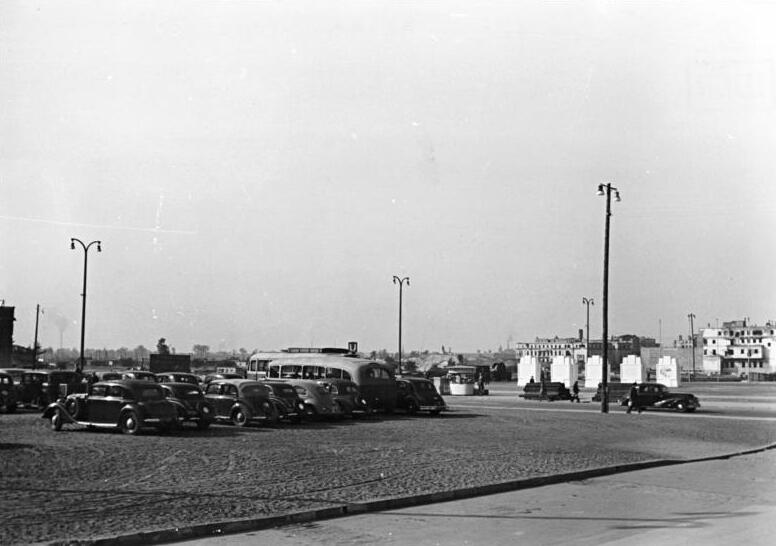
Vue de la Thälmannplatz en novembre 1951.

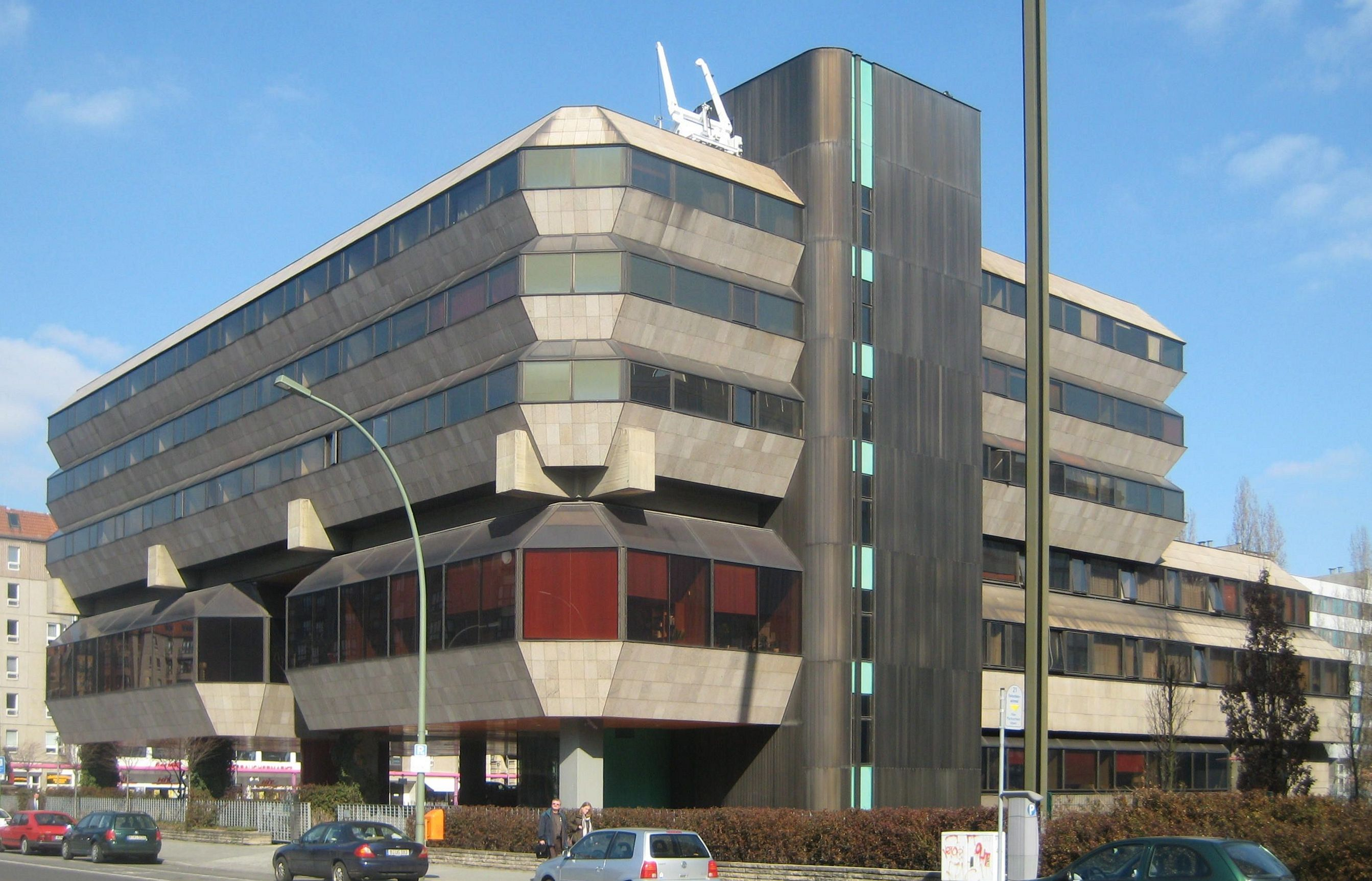
Vue de l'ambassade tchèque en 2010.

Les ruines et les gravats sont ôtés dans les années qui suivent la fin de la guerre et la place est renommée en août 1949 place Thälmann (Thälmannplatz) du nom du chef communiste allemand Ernst Thälmann. La place se trouve à Berlin-Est et est devenue un immense terrain nu ayant doublé de surface après la démolition des restes de l'ancien palais Prinz-Leopold au nord. L'ancienne Rittersdirektion en revanche est restaurée pour servir aux hôtes du gouvernement de la RDA et le Deutscher Volksrat (de) s'installe dans ceux de la Hofmarschall.
L'ambassade de la Tchécoslovaquie est construite au sud de 1974 à 1978 et reste longtemps solitaire dans un espace sans construction. Cet édifice, témoin du brutalisme, est toujours debout actuellement, ainsi que l'ambassade de Corée du Nord, construite la même année à l'emplacement de l'hôtel Kaiserhof.